# Pyrgocorypha mutica
Pyrgocorypha mutica är en insektsart som beskrevs av Heinrich Hugo Karny 1907. Pyrgocorypha mutica ingår i släktet Pyrgocorypha och familjen vårtbitare. Inga underarter finns listade i Catalogue of Life.